# Paradís (La Divina Comèdia)
El Paradís (Il Paradiso ) és el tercer i darrer dels tres llibres o càntics que componen la Divina Comèdia, de Dante Alighieri, en el qual narra l'última etapa del viatge de Dant després del pas per l'Infern i el Purgatori.
D'acord amb la cosmologia medieval, el Paradís està representat com una sèrie d'esferes concèntriques que envolten la terra. Guiat per Beatriu, Dant visita la Lluna, Mercuri, Venus, el Sol, Mart, Júpiter, Saturn, les estrelles fixes, el Primum Mobile i finalment, l'Empireu. El viatge és una representació al·legòrica de l'ascens de l'ànima cap a Déu.

## Temàtica
Així com l'Infern i el Purgatori eren llocs físicament situats a la Terra, el Paradís és un món eteri immaterial dividit en nou cels: els primers prenen el nom dels planetes del sistema solar (en ordre Lluna, Mercuri, Venus, Sol, Mart, Júpiter i Saturn), els últims dos són l'esfera de les estrelles fixes i el Primum Mobile.
Totes les esferes envolten l'Empireu. La relació de Dant amb els beats és molt diferent de la que havia mantingut amb els damnats i el penitents: de fet, totes les ànimes del Paradís resideixen a l'Empireu, però per fer comprensiva l'experiència pel viatger van apareixent de cel en cel, en una correspondència amb la qualitat astrològica de cada planeta i l'experiència espiritual de cada personatge. D'aquesta manera, al cel de Venus s'hi troben els que van estimar, al cel de Mart els que van lluitar, al cel de Saturn els contemplatius,...

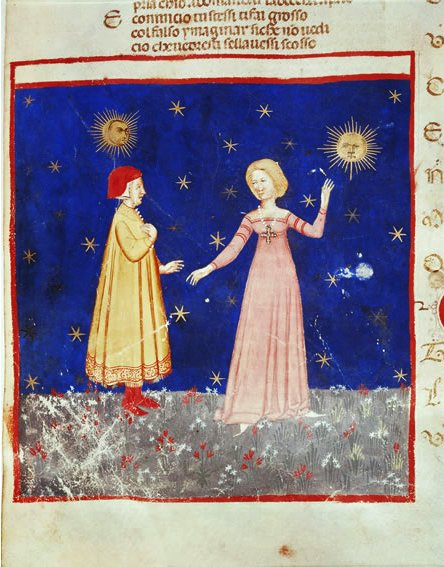
Beatriu guiant Dant

Per entrar al Paradís Dant ha de deixar Virgili, que l'havia acompanyat la primera part del viatge i representava la raó, i el lloc de guia passa a ser ocupat per Beatriu, que representa la teologia. El simbolisme és que per arribar a Déu no n'hi ha prou amb la raó humana, sinó que també cal valdre's de la raó divina. Abans d'entrar a l'Empireu, Dant canvia un altre cop de guia: Beatriu s'atura i deixa el lloc a Sant Bernat de Claravall.
Durant el seu trajecte a través del Paradís, Dant presenta esquemàticament la Ruta de la Ment cap a Déu de sant Bonaventura, que passa per tres graus d'aprenentatge platònics: l'Extra nos, que correspon a l'experiència sensitiva de la teoria platònica que es representa als set primers cels; l'Intra nos, a la cúpula de les estrelles fixes, que correspon a la visió imaginativa; i el Supra nos, la consciència intel·lectual, que Dant experimenta a l'Empireu. En aquesta tríada també s'hi troben presents elements de caràcter escolàstico-aristotèlics (vida mundana, activa i contemplativa), i agustinians (la vida activa segons la Scientia, i la contemplativa segons la Sapientia)
A cada una de les nou esferes, Dant també hi associa un dels nou nivells de la jerarquia angèlica (àngels, arcàngels, principats, potestats, virtuts, dominacions, trons, querubins i serafins). Finalment, ubica a les tres primeres esferes (que queden sota l'ombra de la Terra) formes deficients de Fortalesa, Justícia i Temperança; reservant els exemples positius de Prudència, Fortalesa, Justícia, Temperança, Fe, Esperança i Amor pels següents cercles.

## Argument
Després de l'ascensió inicial, Beatriu guia Dant a través de les nou esferes del Paradís. Aquestes esferes són esfèriques i concèntriques, d'acord amb la cosmologia aristotèlica o ptolemaica. Dant reconeix que la visió que rep del Paradís és tan sols la que els seus ulls humans li permeten veure, admetent que la descripció del Cel a la seva obra només és una versió personal.
Les ànimes que arriben al Paradís s'aturen a l'esfera que està d'acord amb la seva dimensió moral, això és: les ànimes se situen a l'esfera que correspon a la seva capacitat d'estimar Déu. Tot i aquesta jerarquia celestial, totes les parts del paradís són accessibles a totes les ànimes. La jerarquia no ve determinada pel coneixement o l'experiència, sinó que el desenvolupament espiritual el marca la proximitat a Déu. Cada esfera està dominada per un tipus d'àngel, segons la jerarquia medieval més famosa
Les nou esferes del Paradís són:
- Primera esfera: L'esfera lunar és on es troben les ànimes que van abandonar els seus vots. Dant es troba amb Piccarda, la germana del seu amic Forese Donati, que va morir poc després de ser obligada a deixar el seu convent. Beatriu parla sobre la lliure voluntat, i la inviolabilitat dels vots sagrats.

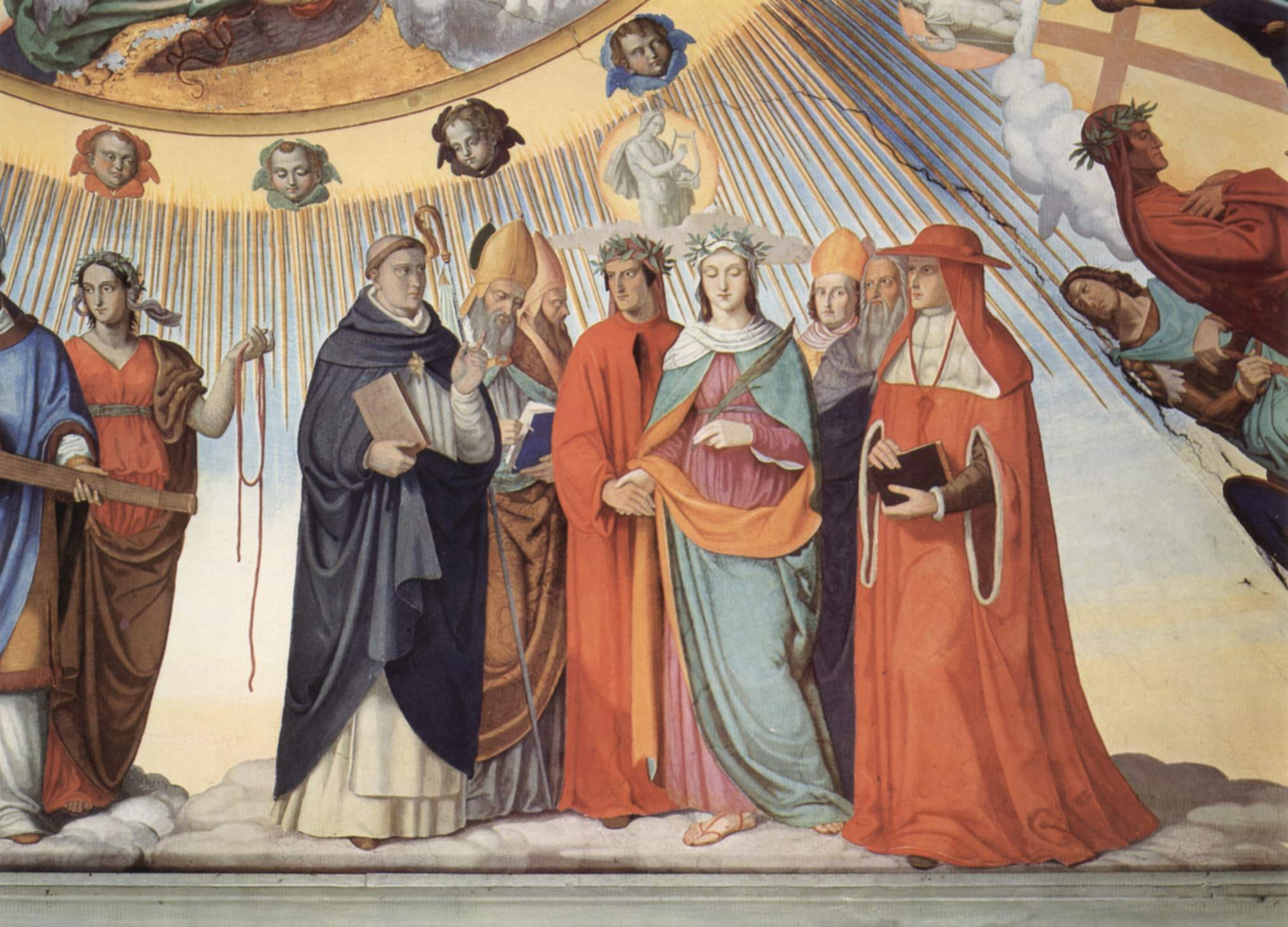
Dant i Beatriu entre Tomàs d'Aquino, Albert Magne, Petrus Lombardus i Siger de Brabant

- Segona esfera: L'esfera de Mercuri l'ocupen les ànimes que van fer el bé per desig de fama. Justinià I recapitula la història de l'Imperi Romà. Beatriu fa una explicació sobre l'expiació de Crist dels pecats de la humanitat.
- Tercera esfera: L'esfera de Venus és la llar de les ànimes que feren el bé per amor. Dant es troba amb Carles Martell d'Anjou, que deplora els que adopten vocacions inadequades, i Cunizza da Romano. Floquet de Marsella assenyala a Rahab com l'ànima més brillant de l'esfera.
- Quarta esfera: L'esfera solar és la de les ànimes dels savis. Dant veu a Sant Tomàs d'Aquino, que descriu la vida de Sant Francesc d'Assís i lamenta la corrupció en la qual ha caigut el seu propi orde dominicà. Després Dant es troba amb sant Bonaventura, un franciscà, que descriu la vida de sant Domènec i lamenta la corrupció de l'Orde de Sant Francesc. Finalment, Dant es troba amb al Rei Salomó, que respon als seus dubtes sobre la resurrecció del cos.
- Cinquena esfera: A l'esfera de Mart s'hi troben les ànimes d'aquells que van lluitar per la Cristiandat. Les ànimes d'aquesta esfera formen una gran creu. Dant parla amb l'ànima del seu avantpassat Cacciaguida, que lloa les virtuts dels primers residents de Florència, recorda l'ascens i la caiguda d'algunes famílies florentines i profetitza l'exili de Dant de la ciutat. Posteriorment, presenta a Dant les ànimes d'alguns guerrers destacats com Josuè, Rotllà, Carlemany, i Jofré de Bouillon.

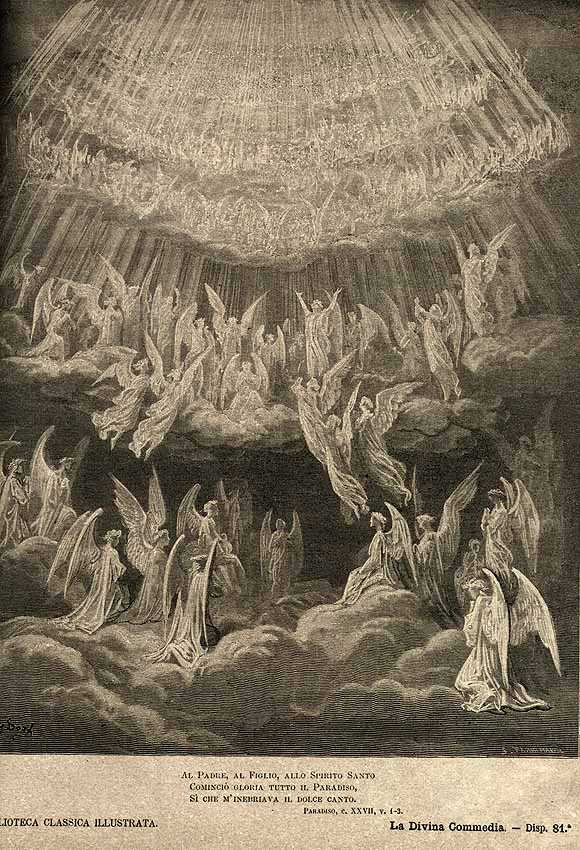
El cor dels àngels

- Sisena esfera: L'esfera de Júpiter aplega les ànimes dels que van personificar la justícia.
- Setena esfera: A l'esfera de Saturn Dant pot veure les ànimes dels que van dur una vida contemplativa.
- Vuitena esfera: A l'esfera de les estrelles fixes, Dant és posat a prova per Sant Pere en la fe, per Sant Jaume en l'esperança, i en l'amor per Sant Joan Evangelista. Dant justifica la seva creença medieval en l'astrologia, en què el poder de les constel·lacions emana de Déu.
- Novena esfera: L'esfera del Primum Mobile (el primer moviment) és la residència dels àngels.

Beatriu deixa Dant amb Sant Bernat, que intercedeix per ell davant Maria perquè se li permeti veure-la a ella i a Jesús. Des del Primum Mobile Dant ascendeix a una regió més enllà de l'existència física, anomenada l'Empireu. Allí es troba cara a cara amb el mateix Déu, i obté la comprensió sobre les natures divina i humana. La seva visió s'allarga fins més enllà de la comprensió humana. Déu apareix com tres grans cercles de la mateixa mida que representen el Pare, el Fill i l'Esperit Sant. El llibre acaba amb Dant intentant entendre com els circles encaixen entre ells, tot i que són tres cercles diferents. L'ànima de Dant, a través de l'amor absolut de Déu, experimenta una comunió completa amb ell mateix i amb totes les coses, i el seu desig i la seva voluntat es troben "moguts per l'amor que mou el Sol i totes les estrelles".

## Estructura dels cants
| Lloc                        | Beats                                                             | Aparició                                           | Intel·ligència motriu | Personatges | Cant                      |
| --------------------------- | ----------------------------------------------------------------- | -------------------------------------------------- | --------------------- | --- | ------------------------- |
| Primer Cel (lunar)          | Ànimes incomplidores: van ser forçades a no complir els seus vots | Imatges reflectides en aigua o cristalls.          | Àngels                | Piccarda Donati, Constança de Sicília | I II III IV V             |
| Segon Cel (mercurial)       | Ànimes altives: van fer el bé per obtenir fama                    | Figures lluminoses que canten i ballen             | Arcàngels             | Justinià I, Romeu de Vilanova | VI VII                    |
| Tercer Cel (veneri)         | Ànimes amants                                                     | Cantant en cercles                                 | Principats            | Carles Martell d'Anjou, Cunizza da Romano, Folquet de Marsella, Rahab | VIII IX                   |
| Quart Cel (solar)           | Ànimes sapients                                                   | Cantant i ballant en una triple corona             | Potestats             | sant Tomàs d'Aquino, Albert Magne, Gracià, Petrus Lombardus, Salomó, Pseudo-Dionís l'Aeropagita, Pau Orosi, Boeci, Isidor de Sevilla, Beda, Ricard de sant Víctor, Siger de Brabant, Bonaventura de Bagnoregio, Illuminato da Rieti, Agustí d'Assís, Hug de sant Víctor, Pere Mangiadore, Joan XXI (Pietro Ispano), Natan, sant Joan Crisòstom, sant Anselm, Donat II el gran, Raban Maur, Joaquim de Fiore | X XI XII XIII XIV         |
| Cinquè Cel (marcial)        | Ànimes militants                                                  | Ballant al voltant d'una creu immensa              | Virtuts               | Cacciaguida, Josuè, Judes Macabeu, Carlemany, Rotllà, Guillem d'Orange, Rinoard, Jofré de Bouillon, Robert Guiscard | XV XVI XVII               |
| Sisè Cel (jupiterí)         | Ànimes justes                                                     | Cantant i volant fent figures al cel               | Dominacions           | David, Trajà, Ezequies, Constantí, Guillem II de Sicília, Rifeu. | XVIII XIX XX              |
| Setè Cel (saturní)          | Ànimes contemplatives                                             | Movent-se en una escala d'or                       | Trons                 | sant Pere Damià, sant Benet, sant Macari, sant Romuald | XXI XXII                  |
| Vuitè Cel (estrelles fixes) | Ànimes triomfants                                                 | Enceses amb un sol radiant                         | Querubins             | Crist, Mare de Déu, Arcàngel Gabriel, sant Pere, sant Jaume el Major, sant Jaume el Menor, sant Joan Evangelista, Adam | XXIII XXIV XXV XXVI XXVII |
| Novè Cel (Primum Mobile)    | Cor dels àngels                                                   | Nou cercles respandents que firen entorn d'un punt | Serafins              | Els àngels | XXVIII XXIX               |
| Empireu                     | Tots els beats                                                    | Rosa mística                                       |                       | Eva, Raquel, Beatriu, Sara, Rebeca, Judit, Rut, sant Joan Baptista, sant Francesc, sant Benet, sant Agustí, arcàngel Gabriel, Adam, sant Pere, sant Joan, Moisès, Santa Anna, Santa Llúcia, Maria, Déu, la Santíssima Trinitat. | XXX XXXI XXXII XXXIII     |